# Botházai református templom
A botházai református templom műemlékké nyilvánított templom Romániában, Kolozs megyében. A romániai műemlékek jegyzékében a CJ-II-m-B-07538 sorszámon szerepel.